# Малый Шаплак
Малый Шаплак (мар. Нонай, мар. Шопкирла) — деревня в Медведевском районе Марий Эл Российской Федерации. Входит в состав Шойбулакского сельского поселения.
Численность населения — 96 человек (2014 год).

## География
Располагается в 6 км от административного центра сельского поселения — села Шойбулак.
В деревне имеется два пруда, построенных в 1980-х годах для целей орошения.

## История
Малый Шаплак впервые упоминается в списках селений Царевококшайского уезда в 1795 году. В 1895 году деревня входила в Большешаплакское сельское общество Вараксинской волости. В 1930-е годы образован колхоз «У пеледыш».
В 1884 году в деревне открыта церковно-приходская школа. В 1919 году школа стала именоваться школой I ступени.

## Население
| 2010 | 2011 | 2012 | 2013 | 2014 |
| ---- | ---- | ---- | ---- | ---- |
| 87   | ↗97  | ↘94  | ↗99  | ↘96  |

Национальный состав на 1 января 2014 г.:
| Национальность | Численность, чел. | Доля    |
| -------------- | ----------------- | ------- |
| всего          | 96                | 100,0 % |
| Марийцы        | 85                | 88,5 %  |
| Русские        | 11                | 11,5 %  |

## Известные уроженцы
Смирнов Владимир Павлович (1932—2021) — бригадир комплексной бригады каменщиков строительного управления № 3 Марийского строительного треста Министерства сельского строительства РСФСР (1964―1986). Герой Социалистического Труда (1971). Заслуженный строитель Марийской АССР (1968). Кавалер ордена Ленина (1971).

## Описание
Улично-дорожная сеть деревни имеет асфальтовое покрытие. Жители проживают в индивидуальных домах, имеющих централизованное водоснабжение. Деревня газифицирована. Имеется продуктовый магазин.